# Dieu vomit les tièdes
Pour plus de détails, voir Fiche technique et Distribution.
Dieu vomit les tièdes est un film français réalisé par Robert Guédiguian et sorti en 1991.

## Synopsis
À Paris, Cochise, un écrivain, après s’être disputé avec sa femme et son éditeur, abandonne tout pour rejoindre, dans une ville portuaire de Provence, ses trois amis d'enfance : Frisé, un peintre ; Tirelire, une serveuse ; et Quatre-Œil, rédacteur en chef du journal local.
Rachid, un cireur de chaussures de leurs connaissances, veut venger son père qui a été escroqué par un usurier. Peu après, le cadavre de l’usurier est repêché dans le canal. Tirelire et Cochise, attirés l’un par l’autre depuis toujours, deviennent amants. 
Lors de la préparation des fêtes du bicentenaire de la Révolution française (on est en 1989), les quatre amis sont agressés par un groupe d'extrême droite. Parallèlement, on découvre un autre noyé. Il s’agit de l’un des frères de Rachid, un proxénète. Après que le petit groupe a été de nouveau agressé, cette fois par le chef des extrémistes, on retrouve ce dernier également mort noyé.

Frisé, lors d’un pèlerinage avec Cochise sur les lieux des « rendez-vous secrets » de leur enfance (l’intérieur du pilier du pont tournant ferroviaire), lui révèle être l'auteur des meurtres dont celui de Rachid qui venait de reprendre « les affaires » de son frère.

## Fiche technique
- Titre : Dieu vomit les tièdes
- Réalisation : Robert Guédiguian
- Scénario : Robert Guédiguian, Sophie Képès
- Assistants-réalisation : Serge de Closets, Frédéric Nicolas, Éric Vassard
- Musiques additionnelles : Pergolèse, Kurt Weill
- Photographie : Bernard Cavalié
- Son : Dominique Gaborieau, Laurent Lafran
- Montage : Bernard Sasia
- Décors : Renaud Brunel
- Costumes : Dominique Sicilia
- Coiffures : Alain Torino
- Scripte : Sophie Imbert
- Producteurs : Alain Guesnier, Gilles Sandoz
- Directeur de production : Malek Hamzaoui
- Sociétés de production : Agat Films & Cie, CDN Productions
- Distributeur d'origine : K-Films (Paris)
- Pays d’origine :  France
- Tournage :
  - Langue : français
  - Année prises de vue : 1989
  - Extérieurs : Martigues  (Bouches-du-Rhône)
- Format : couleur — 35 mm — son monophonique
- Genre : drame
- Durée : 100 minutes
- Date de sortie :
  - France : 12 juin 1991
- Mentions CNC : tous publics, Art et Essai (visa no 71298 délivré le 16 octobre 1990)

## Distribution
- Jean-Pierre Darroussin : Cochise
- Ariane Ascaride : Tirelire
- Pierre Banderet : Quatre-Œil
- Gérard Meylan : Frisé
- Hélène Surgère : la mère de Cochise
- Jacques Boudet : Fernand
- Patrick Bonnel : Rachid
- Farouk Bermouga : Karim
- Christine Brücher : la femme de Cochise
- Alain Lenglet : l'éditeur
- Jacques Pieiller : Marcel

## Autour du film
- Le titre s’inspire d’un verset de la Bible (Apocalypse 3:14-16) : « Ainsi, parce que tu es tiède, et que tu n'es ni froid ni bouillant, je te vomirai de ma bouche. » Jésus, s’exprimant à la première personne dans les lettres aux sept Églises qui forment le début du livre de l’Apocalypse, réprimande l’Église de Laodicée en l’accusant de n’être ni froide ni bouillante mais tiède.